# Eukelade (Mond)
Eukelade (auch Jupiter XLVII, ursprünglich S/2003 J 1) ist einer der kleineren Monde des Planeten Jupiter.

## Entdeckung und Name
S/2003 J 1 wurde am 5. Februar 2003 von Astronomen der Universität Hawaii entdeckt. Der Mond erhielt am 30. März 2005 von der  Internationalen Astronomischen Union (IAU) seinen offiziellen Namen nach Eukelade, einer (nur in einer Quelle aus dem 12. Jahrhundert überlieferten) Muse der griechischen Mythologie.

## Bahndaten
Eukelade umkreist Jupiter in einem mittleren Abstand von 23.661.000 km in 746 Tagen und 10 Stunden. Die Bahn weist eine Exzentrizität von 0,272 auf. Mit einer Neigung von 165,5° ist die Bahn retrograd, d. h., der Mond bewegt sich entgegen der Rotationsrichtung des Jupiter um den Planeten. 
Aufgrund seiner Bahneigenschaften wird Eukelade der Carme-Gruppe, benannt nach dem Jupitermond  Carme, zugeordnet.

## Physikalische Daten
Eukelade  besitzt einen Durchmesser von etwa 4 km. Seine Dichte wird unter der Annahme eines überwiegenden Aufbaus aus silikatischem Gestein auf 2,6 g/cm³ geschätzt. Seine scheinbare Helligkeit beträgt 22,6m.